# Ponte di pietra (Skopje)
Il ponte di pietra (in macedone Камен Мост?; in turco Taşköprü) è un ponte ad arco di Skopje, capitale della Macedonia del Nord. È anche conosciuto con il nome di Ponte Dušan (in macedone e serbo: Душанов мост) dall'imperatore serbo Stefano Dušan. Il ponte attraversa il fiume Vardar ed unisce due dei punti nevralgici della città: Piazza Macedonia e l'area del vecchio bazar. Il ponte fu costruito dagli Ottomani nel XV secolo ed è divenuto nei secoli un simbolo della capitale macedone, esso infatti compare nello stemma cittadino, a sua volta rappresentato nella bandiera cittadina.

## Storia
L'attuale ponte venne costruito con il patrocinio del sultano Maometto II tra il 1451 ed il 1469 sulle fondamenta di quello romano. Nel corso della sua lunga storia il ponte ha dovuto affrontare numerose calamità naturali, come le piene del fiume Vardar o i vari terremoti che hanno funestato la regione. Da segnalare il sisma del 1555 che causò il crollo di quattro pilastri. Nel 1689 l'aiduco Petar Karpoš, promotore di una rivolta contro i Turchi, venne impalato sul ponte. Nel 1909, su ordine del sultano Maometto V, i parapetti di pietra vennero demoliti e sostituiti da ringhiere di ferro al fine di allargare la carreggiata. 
Durante la seconda guerra mondiale il ponte venne minato dai nazisti, tuttavia con la liberazione di Skopje da parte dei partigiani jugoslavi, il monumento venne sminato e salvato. Nel 1992 furono ricostruiti i parapetti di pietra smantellati nel 1909 e la carreggiata tornò alla sua larghezza originaria. Oggi giorno il ponte è riservato esclusivamente al traffico pedonale.

## Galleria d'immagini

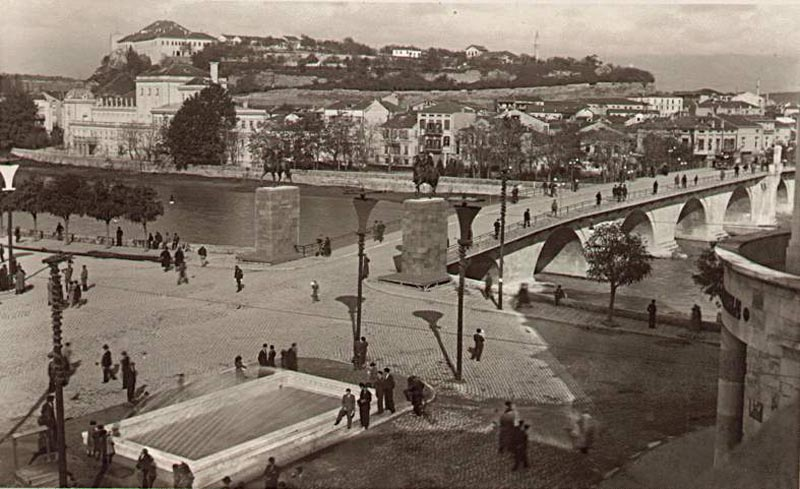
Il ponte all'inizio del XX secolo.
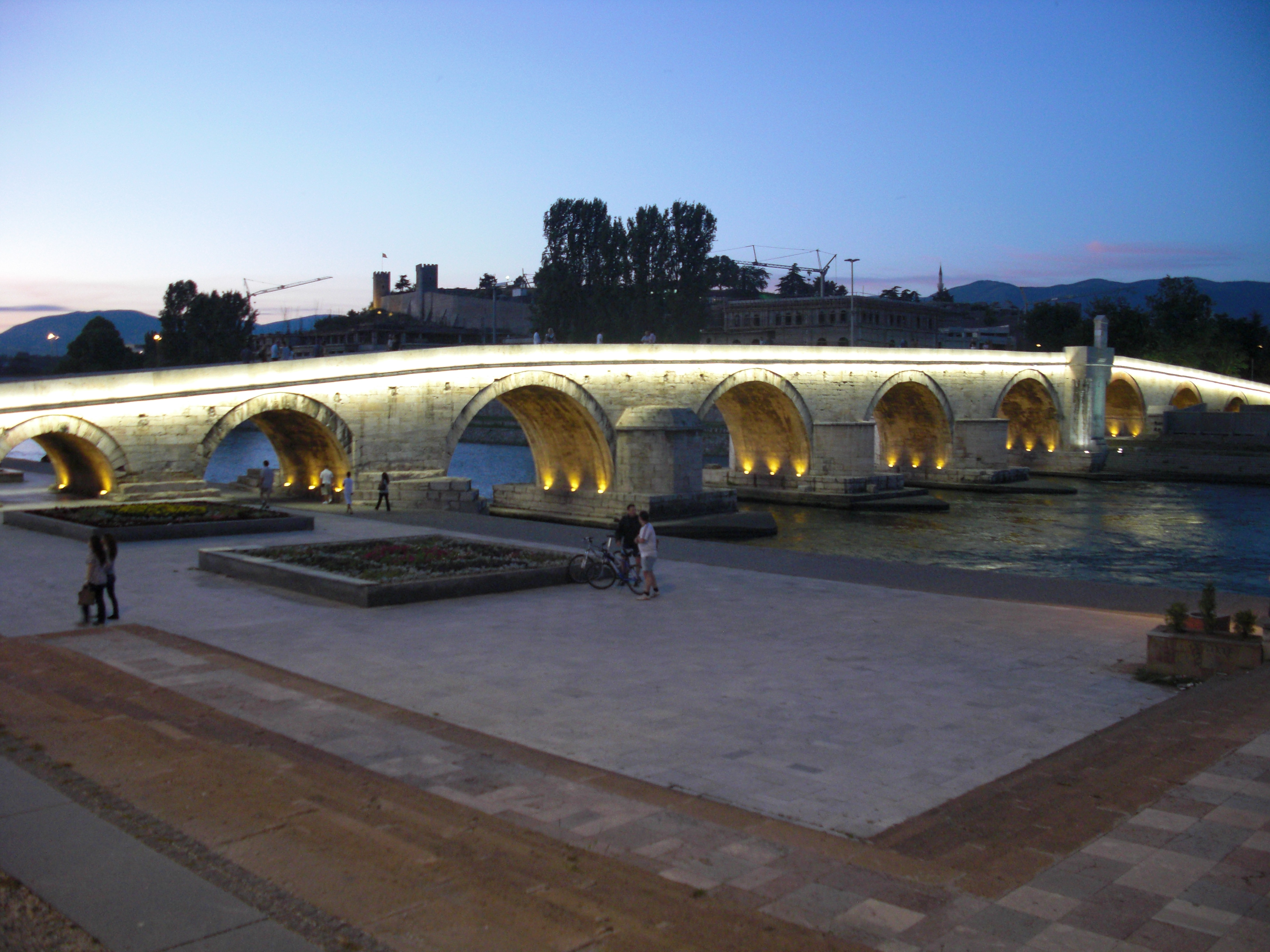
Veduta notturna del ponte.
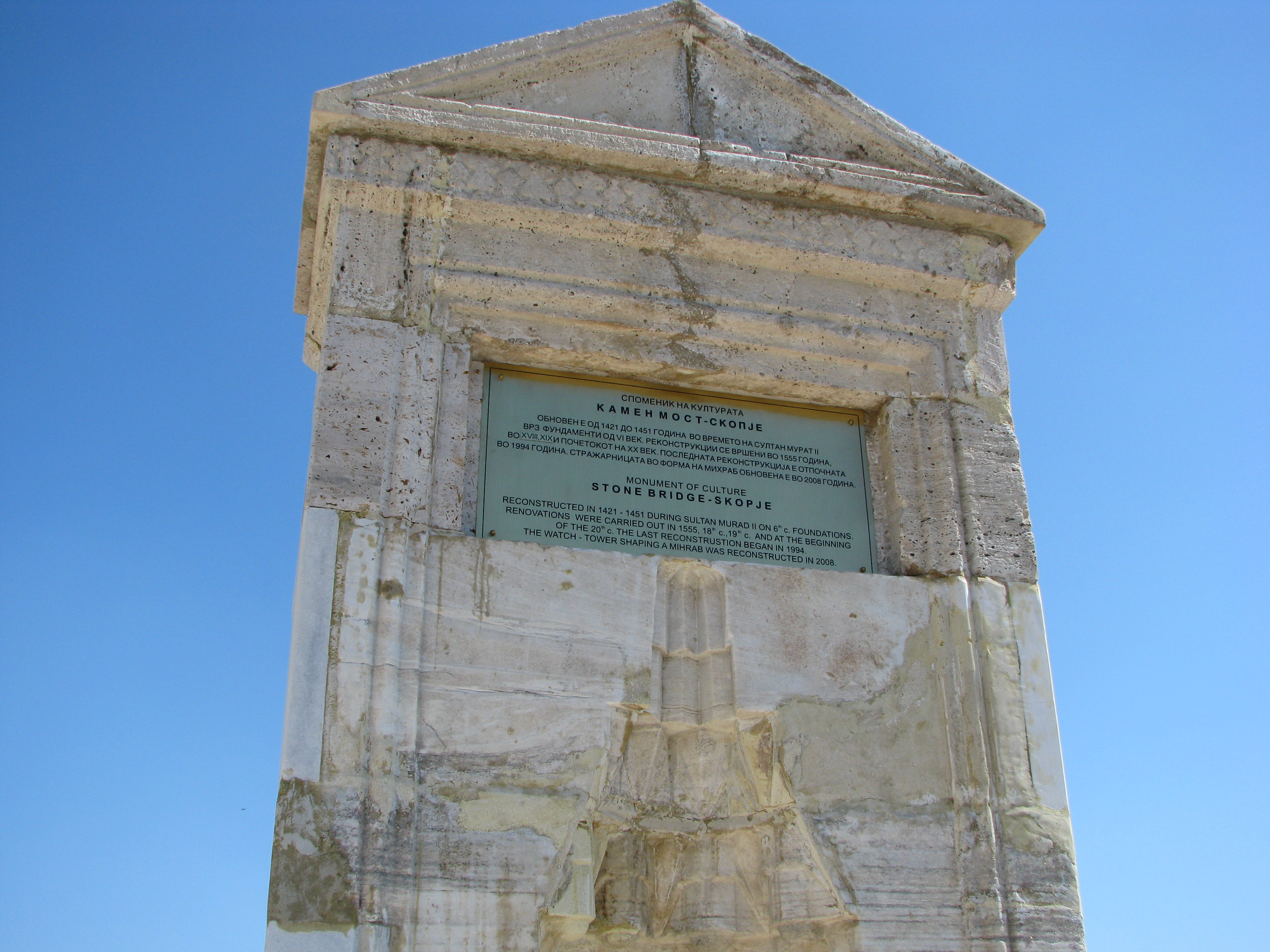
Il miḥrāb.
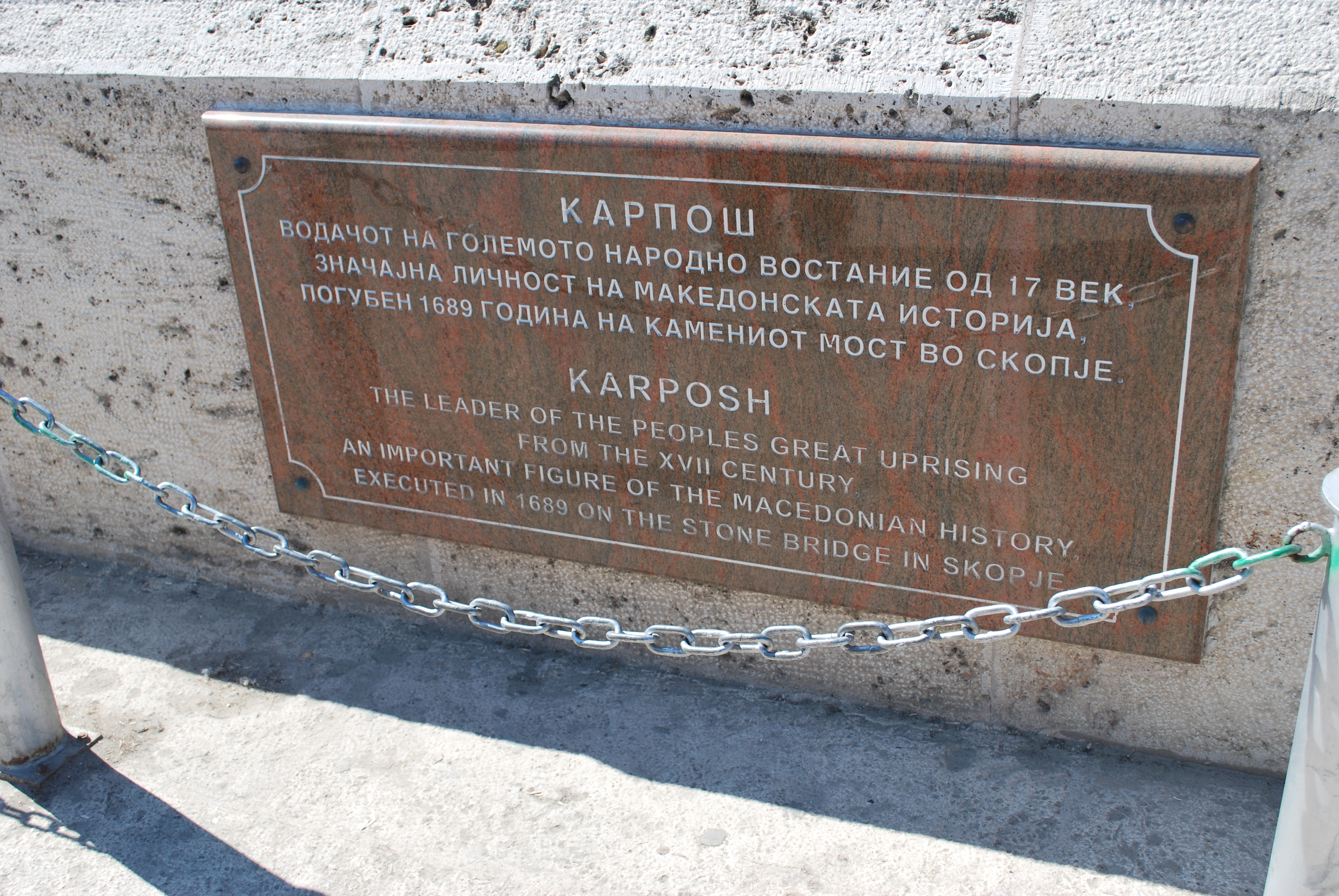
Targa a ricordo dell'esecuzione di Petar Karpoš.
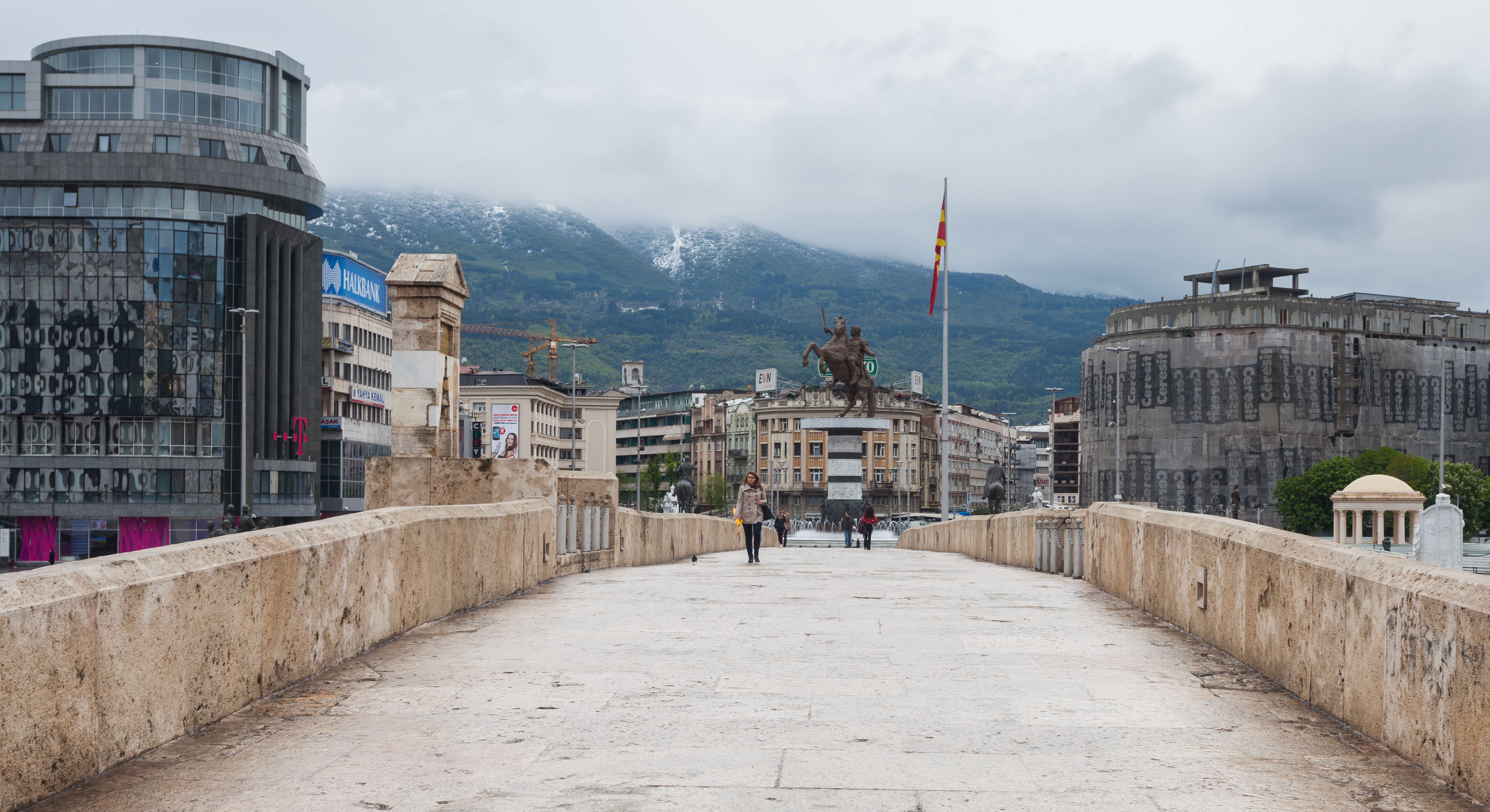
Vista della carreggiata.
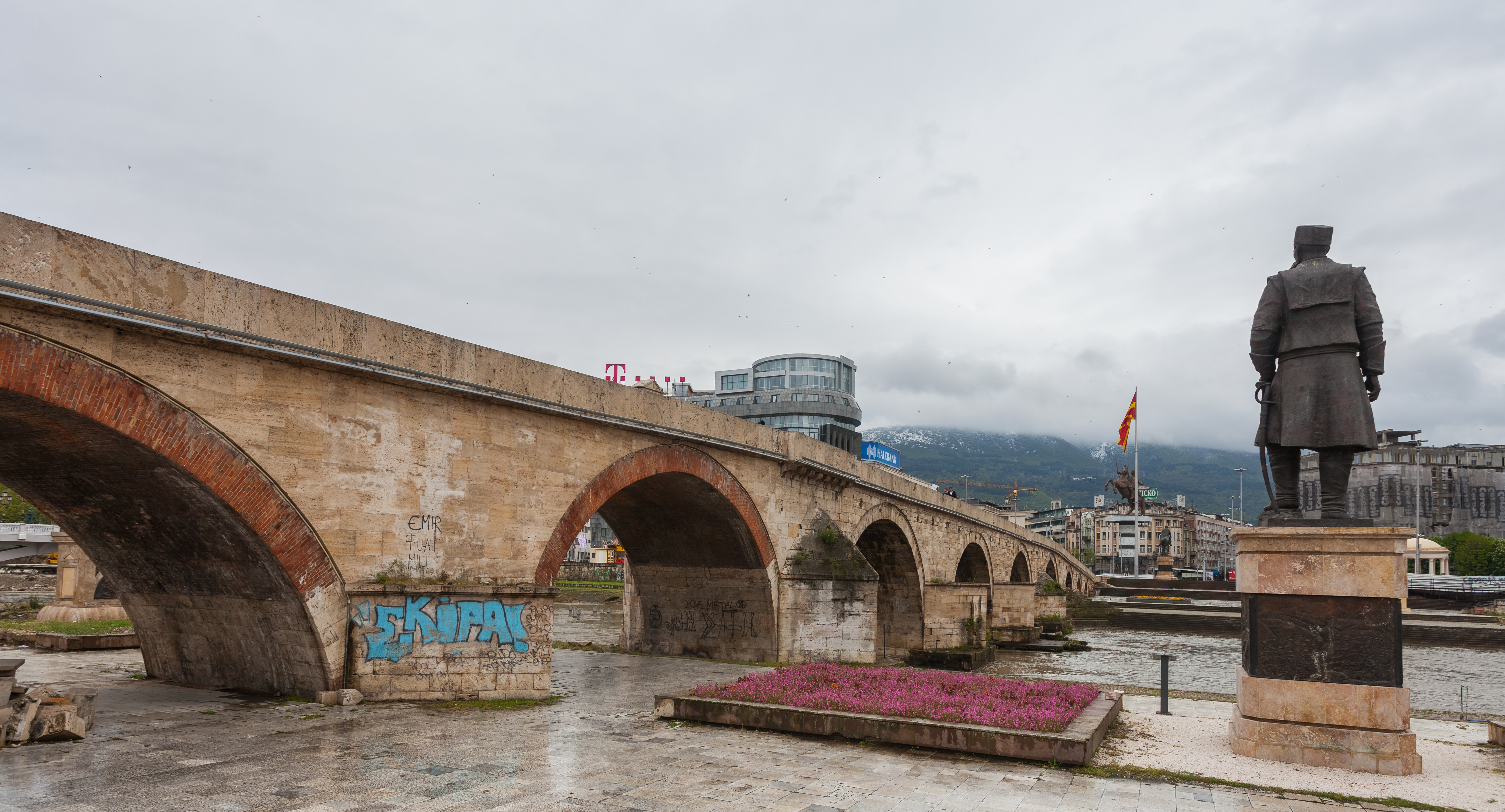
Vista dalla sponda sinistra del Vardar.